# Avestakoncernen
Avestakoncernen, med moderbolaget Avesta Jernverks AB (från 1984 Avesta AB), var en ståltillverkare hemmahörande i Avesta med inriktning på specialstål. 

## Historia

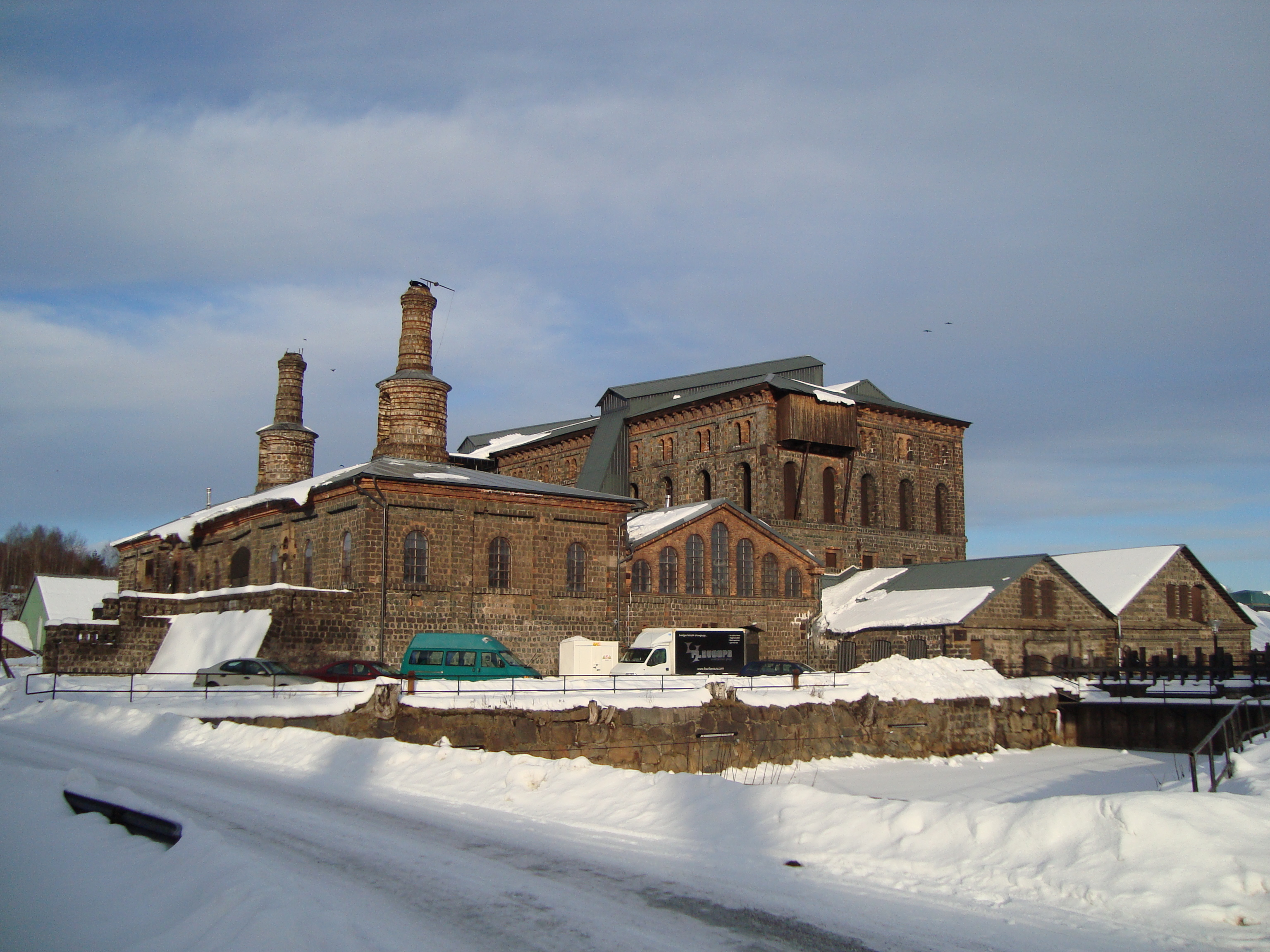
Tidigare Norra verken vid Avesta Jernverk, numera museum.

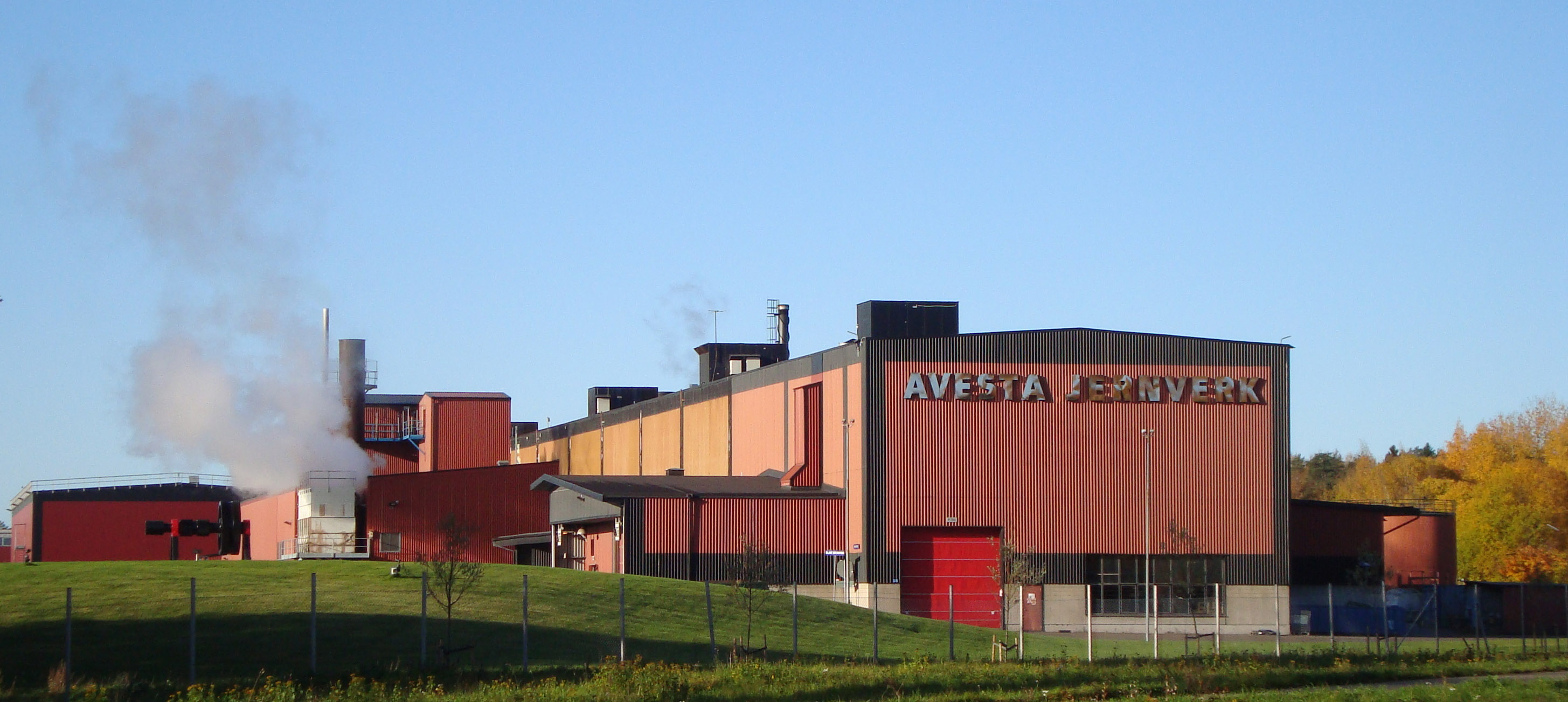
Södra verken vid Avesta Jernverk, numera ingående i Outukumpu Stainless.

Järnhantering har bedrivits i Avesta sedan 1500-talet. Bruksdrift uppstod på 1600-talet och Avesta hade stadsrättigheter 1641-1688. Bruket anlades av det s.k. Kopparkompaniet som 1636 gav i uppdrag åt holländaren Govert Slientz att anlägga ett kopparverk där all malm från Falu gruva skulle förädlas. Senare 1642 övertogs förvaltningen av myntmästaren Markus Kock som anlade ett myntverk. 1644 flyttades statens myntverk från Säter till Avesta. Även under kopparverkets tid hade man en obetydlig järnhantering. 1823 tillkom en smidesanläggning som efterhand utvidgades. Stora Kopparberg sålde 1872 Avestaverket till Hampus August Cornelius och Hjalmar Petre som 1873 bildar Avesta-Garpenberg AB. Efter den finansiella krisen 1878 går bolaget i konkurs 1879 och verket övertas av Jernkontoret och Norrköpings enskilda bank. Affärsmannen Axel Johnson blev intresserad av järntillverkningen i Avesta och såg dess potential. Han tillsammans med Jernkontoret som var majoritetsägare var en av initiativtagarna till bildandet av Avesta Jernverks AB 1883. Bolaget köpte in Avestaverken och utvidgade och moderniserade verksamheten.. Det kom från 1905 att ha Johnson-koncernen som majoritetsägare. Järnverkets produktion kom ursprungligen att grundas på martinprocessen. Inriktningen mot specialstål började 1924 med framställning av rostfritt, syrafast och eldhärdigt järn och stål och kom från 1960-talet att bli det helt dominerande tillverkningsområdet. Bolaget kom också under ett antal år att vara moderföretag för andra industriverksamheter inom Johnson-koncernen, exempelvis Karlstads Mekaniska Werkstad, Björneborgs Jernverks AB och Hedemora Verkstäder.
I början av 1980-talet bestod tillverkningen av varm- och kallvalsade produkter i rostfritt stål. Man bedrev även skogs- och jordbruk, samt producerade egen kraft vid egna kraftverk. Företagets omsättning uppgick 1980 till 1,5 miljarder kr. och antalet anställda var 3830.

## Omstruktureringen av svensk stålindustri
I samband med omstruktureringen av svensk stålindustri i början av 1980-talet sammanfördes 1984 enheterna för rostfritt stål inom Avesta Jernverk, Nyby-Uddeholm och Fagersta till Avestakoncernen som samtidigt namnändrades till Avesta AB. I samband med att brittiska British Steel gick in som ägare i Avesta AB ändrades bolagsnamnet 1992 till Avesta Sheffield AB, och 2001 till Avesta Polarit AB. Samtidigt som de svenska ägarna försvann ökade även finska Outokumpu Abp sitt engagemang i bolaget, och 2002 försvann Avesta från bolagsnamnet då företaget namnändrades till Outokumpu Stainless.

## Avesta visentpark
Huvudartikel: Avesta visentpark

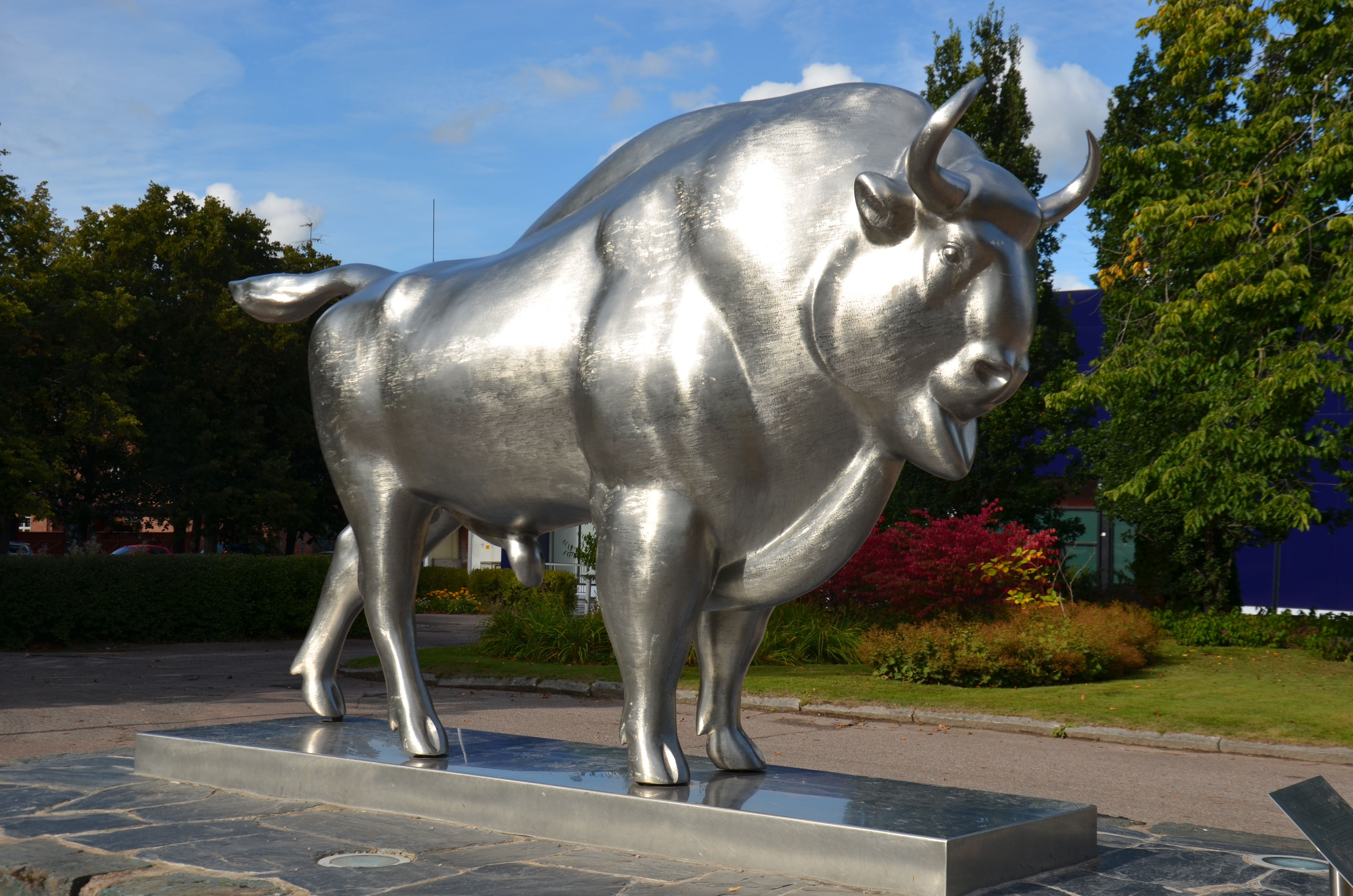
Lars Anderssons skulptur Visenten beställdes av Avesta Jernverk och stod tidigare på företagets område. En Visent var sedan 1952 symbol för företaget och ingick i dess logotyp. Skulpturen Visenten står numera på Markustorget i Avesta.

Visenten var länge företagets symbol. Företagets dåvarande ägare Axel Ax:son Johnson grundade 1924 en visentpark, som 1935 flyttade till gården Stubbsven strax nordväst om  Avesta tätort. Som första kommun i Europa, levererar Avesta visenter till Rewilding Europe enligt ett tioårigt avtal. Två kvigor transporterades från Avesta visentpark till Karpaterna i Rumänien sommaren 2009. Sedan transporterades sex visenter till Karpaterna under våren 2014 och nio visenter våren 2017.